# Felfedezés
A felfedezés egy meglévő, korábban ismeretlen jelenség, földrajzi hely stb. első megismerése, feltárása (például az Antarktisz felfedezése), míg a találmányok létrehozása feltalálói tevékenység eredménye.

## A felfedezések és a találmányok viszonya
A felfedezés (felismerés) és a találmány fogalmi elhatárolásának szerepe lehet a találmány oltalmazhatóságának megállapításánál.
A legtöbb találmány valamilyen formában egy felfedezésen (felismerésen) alapul. Arra nincs szükség, hogy a felfedezést is leírják a találmány közreadásakor.
A felfedezés az anyagi világ korábban nem ismert, de ténylegesen fennálló törvényszerűségeinek, tulajdonságainak és jelenségeinek megállapítása. Ebből következik, hogy a felfedezés nem tekinthető műszaki alkotásnak; ha valamit csupán felismernek, az még nem elegendő ahhoz, hogy a gyakorlatban is alkalmazható dolgot előállítsanak. Az utóbbihoz már találmány(ok)ra is szükség van.
Egyes esetekben nehezen húzható meg a határ a felfedezés és a találmány között.

## Földrajzi felfedezések
A Föld felszínének kutatása részben gazdasági, anyagi érdekből, részben tudományos érdeklődésből már évezredekkel időszámításunk előtt megkezdődött. A  földrajzi felfedezések] korának az 1450-től 1650-ig terjedő időszakot nevezzük. Ez egyben a gyarmatosítás időszaka is. Az utolsó 100 évben az utolsó „fehér foltok” is eltűntek a Föld térképéről.
Ezek a felfedezések nagyban hozzájárultak mind a nagy gyarmatbirodalmak, mind a világkereskedelem kialakulásához.

### Híres felfedezők
- Marco Polo – Kínában járt egyik első európaiként; 13. század második fele
- Bartolomeu Diaz – elérte a Jóreménység fokát; 1487
- Kolumbusz Kristóf – felfedezte Amerikát; 1492
- John Cabot – Észak-Amerika északi részét térképezte fel; 1490-es évek
- Vasco da Gama – megkerülte Afrikát; kikötött az indiai Kalkuttában; 1498
- Magellán – megkerülte a Földet; 1519
- Vasco Núñez de Balboa – felfedezte a Csendes-óceán; 1513
- Hernán Cortés – meghódította a mai Mexikó területén fekvő Azték Birodalmat;
- Francisco Pizarro – elfoglalta a mai Peru területén fekvő Inka Birodalmat; 1532
- Abel Janszoon Tasman – felfedezte Új-Zélandot; 1542
- James Cook – feltérképezte a Csendes-óceán nagy részét; 1760-as '70-es évek
- Adolf Erik Nordenskiöld – felfedezte az északkeleti átjárót; 1878–1879
- Robert MacClure – Észak-Amerika legészakibb részét kutatta; 1850–1854
- Roald Amundsen – elsőként érte el a Déli-sarkot; 1911
- Robert Edwin Peary – elsőként érte el a Északi-sarkot; 1909
- Amerigo Vespucci – felismerte, hogy Amerika egy új kontinens; róla is nevezték el

## Csillagászati felfedezések
- 1610. január 7. Galileo Galilei itáliai természettudós: Galilei-holdak (a Jupiter bolygó négy legnagyobb holdja). Gan De kinai csillagász i. e. 364-ben már beszámolt arról, hogy (természetesen szabad szemmel) látta a Jupiter egyik nagyon fényes holdját, ez akár a Ganymedes, akár a Callisto is lehetett. Simon Marius német csillagász azt állította, hogy napokkal előbb fedezte fel a holdakat, mint Galilei.
- 1781. március 13. William Herschel német-angol csillagász: Uránusz bolygó.
- 1801. január 1. Giuseppe Piazzi felfedezi az első kisbolygót, a Cerest.
- 1846. szeptember 23. Urbain Le Verrier francia matematikus, John Couch Adams brit csillagász és matematikus, Johann Gottfried Galle német csillagász: Neptunusz bolygó.
- 1916: Edvard Emerson Barnard felfedezte, hogy a később róla elnevezett Barnard-csillagnak van a legnagyobb sajátmozgása.
- 1930. február 18. Clyde W. Tombaugh amerikai csillagász: Pluto  bolygó (akkor még az volt). A felfedezést J. Todd, V. M. Slipher, P. Lowell és W.H. Pickering amerikai csillagászok egymástól független számításai előzték meg.

## Tudományos felfedezések
A tudományos felfedezések egy része véletlenszerű felfedezés, ami olyan megismerési (kognitív értelemben paradox) pillanatot jelent, amelynek során az ember ráébred valamire, annak ellenére, hogy az adott dolognak számára azelőtt nem volt semmi jelentősége. Ugyancsak véletlenszerű felfedezés, a kutatási folyamat során bekövetkező olyan pillanat, amikor a kutatási iránytól független dolgot ismernek fel.

## Orvostudományi felfedezések
például William Harvey a vérkeringés felfedezője (1628)

## Fizikai és kémiai felfedezések
- Galileo Galilei – szabadesés
- Luigi Galvani a Galvani-feszültség felfedezője (1789)

## Egyéb felfedezések
- Francis Galton az ujjnyomnak a személyek azonosításában való használhatóságát ismerte fel.

## Fordítás
- Ez a szócikk részben vagy egészben  a   John Couch Adams című angol Wikipédia-szócikk fordításán alapul.  Az eredeti cikk szerkesztőit annak laptörténete sorolja fel. Ez a jelzés csupán a megfogalmazás eredetét és a szerzői jogokat jelzi, nem szolgál a cikkben szereplő információk forrásmegjelöléseként.
- Ez a szócikk részben vagy egészben  a   Johann Gottfried Galle című angol Wikipédia-szócikk fordításán alapul.  Az eredeti cikk szerkesztőit annak laptörténete sorolja fel. Ez a jelzés csupán a megfogalmazás eredetét és a szerzői jogokat jelzi, nem szolgál a cikkben szereplő információk forrásmegjelöléseként.
- Ez a szócikk részben vagy egészben  a   Gan De című angol Wikipédia-szócikk fordításán alapul.  Az eredeti cikk szerkesztőit annak laptörténete sorolja fel. Ez a jelzés csupán a megfogalmazás eredetét és a szerzői jogokat jelzi, nem szolgál a cikkben szereplő információk forrásmegjelöléseként.
- Ez a szócikk részben vagy egészben  a   Simon Marius című angol Wikipédia-szócikk fordításán alapul.  Az eredeti cikk szerkesztőit annak laptörténete sorolja fel. Ez a jelzés csupán a megfogalmazás eredetét és a szerzői jogokat jelzi, nem szolgál a cikkben szereplő információk forrásmegjelöléseként.